# 59丁目駅 (BMT4番街線)
59丁目駅（59ちょうめえき、英語: 59th Street）はブルックリン区サンセット・パークの59丁目-4番街交差点にあるニューヨーク市地下鉄BMT4番街線の駅で、N系統とR系統が終日停車する。また、ラッシュ時にW系統が停車する。

## 駅構造
| G | 地上階                                   | 出入口 |
| M | 改札階                                   | 改札口、駅員詰所、メトロカード自動券売機 |
| B | 北行緩行線                               | ← 深夜帯：アストリア-ディトマース・ブールバード駅行き（53丁目駅） ← フォレスト・ヒルズ-71番街駅行き（53丁目駅） ← 深夜帯：ホワイトホール・ストリート駅行き（53丁目駅） ← ラッシュ時：アストリア-ディトマース・ブールバード駅行き（53丁目駅） |
| B | 島式ホーム、到着番線により開く扉が変わる | |
| B | 北行急行線                               | ← 深夜帯以外：アストリア-ディトマース・ブールバード駅行き（36丁目駅） |
| B | 南行急行線                               | → 深夜帯以外：コニー・アイランド-スティルウェル・アベニュー駅行き（8番街駅）→ |
| B | 島式ホーム、到着番線により開く扉が変わる | |
| B | 南行緩行線                               | → 深夜帯：コニー・アイランド-スティルウェル・アベニュー駅行き（8番街駅）→ ラッシュ時：86丁目駅行き（8番街駅）→ ベイ・リッジ-95丁目駅行き（ベイ・リッジ・アベニュー駅）→                                                                      |

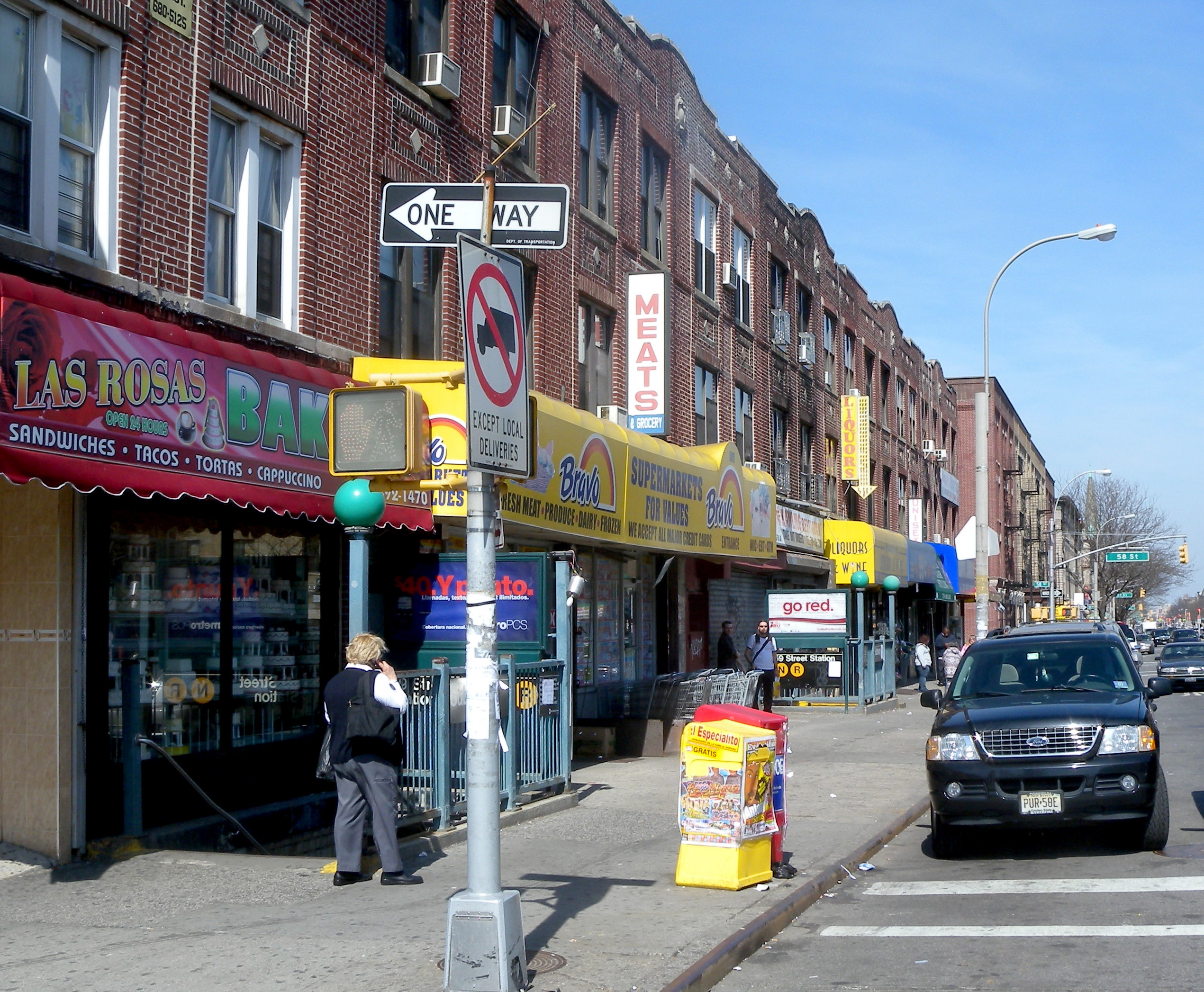
通りの西側の階段

駅は1915年6月22日に開業し、島式ホーム2面4線の構造を持つ。1970年代後半に改装工事を行っている。
駅の南に転轍機があり、その南で急行線がBMTシー・ビーチ線に分岐する。緩行線は複線となってベイ・リッジ-95丁目駅まで続く。
2010年代後半よりエレベーターの設置検討が始まり、2020年11月に供用開始した。

### 出入口
駅南端に地上に繋がる階段があり、4番街の60丁目-61丁目間に出る。また、4番街と59丁目の交差点北西・北東に出る階段が2つずつ、エレベーターが同交差点北西に接続している。

## 延伸計画
駅のすぐ南には、緩行線から直進しているトンネルスタブの見出しが見える。約150フィートの距離があり、完了する前にヒーラン市長によって打ち切られたナローズの下のスタテン島トンネル経由でスタテン島への延伸準備があった。南行線に建設された保全の線路がある。 北行線は遙かに暗く、障害物はない。北行線は、レンガの壁で終わり、スペースがあるという証拠がある。 この駅の南側には、ロングアイランド鉄道ベイ・リッジ支線の橋があり、そこでは2つの西側の線路が使用されている。当路線の線路は南で複線になり、4番街西側を走る。
駅南側の2線を敷設できるスペースの部分は、回路遮断器チャンバとして使用するために最初に、次いでブルックリン・エジソン社により構築された。
最初の計画では65-67丁目間で接続してトンプスキンヴィル方面へ向かうものであった。